# Bernard Francis Pappin
Bernard Francis Pappin (* 10. Juli 1928 in Westmeath; † 27. August 1998) war ein kanadischer Geistlicher und römisch-katholischer Weihbischof in Sault Sainte Marie.

## Leben
Bernard Francis Pappin empfing am 27. Mai 1954 das Sakrament der Priesterweihe. 
Am 29. Januar 1975 ernannte ihn Papst Paul VI. zum Titularbischof von Aradi und zum Weihbischof in Sault Sainte Marie. Der Bischof von Sault Sainte Marie, Alexander Carter, spendete ihm am 11. April desselben Jahres die Bischofsweihe; Mitkonsekratoren waren der Bischof von London, Gerald Emmett Carter, und der Bischof von Hull, Adolphe Proulx.